# Stemodia tetragona
Stemodia tetragona là một loài thực vật có hoa trong họ Mã đề. Loài này được (Hook. in Curtis) Minod miêu tả khoa học đầu tiên năm 1918.